# Barry Pepper
Barry Robert Pepper (Campbell River, 4 aprile 1970) è un attore canadese.

## Biografia

### L'infanzia e la gioventù
Di origini inglesi, irlandesi e scozzesi, Pepper nasce a Campbell River, nella provincia canadese della Columbia Britannica, da una famiglia eccentrica. Padre e madre di Barry si erano dedicati per anni alla costruzione, nel cortile della loro casa, di una nave, chiamata The Moonlighter, sulla quale salpano quando Pepper aveva cinque anni, insieme anche ai due fratelli più grandi Alex e Doug. Navigano per i cinque anni successivi nel sud dell'Oceano Pacifico, e Barry ha modo di crescere principalmente insieme a bambini polinesiani, apprezzandone l'amore per la danza, la musica e altre usanze culturali. Durante il viaggio viene educato attraverso corsi per corrispondenza con insegnanti privati o frequentando sporadicamente alcune scuole pubbliche.
Al termine dei cinque anni, i genitori ritornano in Canada, dove iniziano a gestire un negozio poco oltre la West Coast statunitense, non lontano da Vancouver, e costruiscono una fattoria nei sobborghi di una città di artisti, abitata da gente di ogni sorta, da hippy a poeti. Barry frequenta la George P. Vanier High School di Courtenay, dalla quale si diploma nel 1988, per poi iscriversi al college, specializzandosi in marketing e graphic design. Importante in questo periodo è il contatto con il Vancouver Actors Studio, grazie al quale inizia sempre più ad accostarsi ai nuovi interessi per la recitazione.

### La carriera
Nel 1992 ottiene il suo primo ruolo, nel film TV Chi ha ucciso mia figlia? di Charles Robert Carner. Nel 1993 ottiene il ruolo di Mick Farleigh nella serie televisiva Madison (1993-1997), comparendo in tali vesti in sedici episodi. Più in evidenza il ruolo nella miniserie televisiva Titanic, nel 1996, affiancato da George C. Scott, cui fa seguito una comparsa in Tempesta di fuoco (1998), accanto a Howie Long e Scott Glenn, giudicato un insuccesso dalla critica. Ma la vera e propria consacrazione sul grande schermo avviene con il ruolo del tiratore scelto Jackson nel pluripremiato Salvate il soldato Ryan (1998) di Steven Spielberg. Grazie a questa apparizione, la carriera di Pepper ha una svolta decisiva, e gli vengono offerti subito numerosi altri ruoli. Nello stesso anno è al fianco di Will Smith e Gene Hackman nel film Nemico pubblico (1998), diretto da Tony Scott.
Nel 1999 è co-protagonista con Tom Hanks nel film Il miglio verde di Frank Darabont, tratto dall'omonimo romanzo di Stephen King; riceve gli elogi della critica per il ruolo di Roger Maris nel film per la televisione 61*, basato sul vero scontro tra i giocatori di baseball Maris e Mickey Mantle avvenuto nel 1961. Celebre anche la sua interpretazione nel film La 25ª ora di Spike Lee del 2002, nel ruolo di un agente di borsa amico del protagonista Monty, interpretato da Edward Norton. Nello stesso anno interpreta nel film We Were Soldiers il ruolo del "reporter/fotografo di guerra" nella battaglia di Ia Drang durante la guerra in Vietnam. Nel 2008 appare in Sette anime di Gabriele Muccino, dove interpreta ancora il migliore amico del protagonista, nuovamente Will Smith. Nel 2009 ha dato la voce al personaggio di Alex Mercer, protagonista del videogame Prototype. Nel 2010 partecipa al fianco di Jeff Bridges e Matt Damon nell'omonimo remake de Il Grinta, nel ruolo di "Lucky" Ned Pepper che fu di Robert Duvall. Partecipa inoltre al film TV The Kennedys dove interpreta Robert Kennedy al fianco di Katie Holmes e Tom Wilkinson, ruolo per il quale viene premiato nel 2011 con l'Emmy come migliore attore in una miniserie TV.

## Vita privata
L'attore si è sposato con la moglie Cindy nel novembre 1997. Hanno una figlia, Annaliese, nata il 17 giugno 2000.

## Filmografia

### Cinema
- Tempesta di fuoco (Firestorm), regia di Dean Semler (1998)
- Salvate il soldato Ryan (Saving Private Ryan), regia di Steven Spielberg (1998)
- Nemico pubblico (Enemy of the State), regia di Tony Scott (1998)
- Il miglio verde (The Green Mile), regia di Frank Darabont (1999)
- Battaglia per la Terra (Battlefield Earth: A Saga of the Year 3000), regia di Roger Christian (2000)
- Compagnie pericolose (Knockaround Guys), regia di Brian Koppelman, David Levien (2001)
- We Were Soldiers - Fino all'ultimo uomo (We Were Soldiers), regia di Randall Wallace (2002)
- La 25ª ora (25th Hour), regia di Spike Lee (2002)
- The Snow Walker, regia di Charles Martin Smith (2003)
- Le tre sepolture (The Three Burials of Melquiades Estrada), regia di Tommy Lee Jones (2005)
- Il ritorno di Mr. Ripley (Ripley Under Ground), regia di Roger Spottiswoode (2005)
- Flags of Our Fathers, regia di Clint Eastwood (2006)
- Identità sospette (Unknown), regia di Simon Brand (2006)
- Sette anime (Seven Pounds), regia di Gabriele Muccino (2008)
- Un soffio per la felicità (Like Dandelion Dust), regia di Jon Gunn (2009)
- Princess Ka'iulani (2009)
- Il gioco dei soldi (Casino Jack), regia di George Hickenlooper (2010)
- Il Grinta, regia di Joel ed Ethan Coen (2010)
- Broken City, regia di Allen Hughes (2013)
- Snitch - L'infiltrato (Snitch), regia di Ric Roman Waugh (2013)
- The Lone Ranger, regia di Gore Verbinski (2013)
- La regola del gioco (Kill the Messenger), regia di Michael Cuesta (2014)
- Maze Runner - La fuga (Maze Runner: The Scorch Trials), regia di Wes Ball (2015)
- Monster Trucks, regia di Chris Wedge (2017)
- Raccolto amaro (Bitter Harvest), regia di George Mendeluk (2017)
- Maze Runner - La rivelazione (Maze Runner: The Death Cure), regia di Wes Ball (2018)
- Crawl - Intrappolati (Crawl), regia di Alexandre Aja (2019)
- Nabarvené ptáče, regia di Václav Marhoul (2019)
- Running with the Devil - La legge del cartello (Running with the Devil), regia di Jason Cabell (2019)
- Awake, regia di Mark Raso (2021)
- Trigger point, regia di Brad Turner (2023)

### Televisione
- Chi ha ucciso mia figlia? (A Killer Among Friends), regia di Charles Robert Carner – film TV (1992)
- Highlander - serie TV, episodio 3x12 (1995)
- Titanic - miniserie TV, regia di Robert Lieberman (1996)
- 61*, regia di Billy Crystal – film TV (2001)
- Una vita al limite (The Dale Earnhardt Story), regia di Russell Mulcahy – film TV (2004)
- The Kennedys, regia di Jon Cassar - miniserie TV (2011)
- Lawmen - La storia di Bass Reeves (Lawmen: Bass Reeves), regia di Christina Alexandra Voros e Damian Marcano – miniserie TV, 7 puntate (2023)

## Doppiatori italiani
Nelle versioni in italiano delle opere in cui ha recitato, Barry Pepper è stato doppiato da:
- Christian Iansante in We Were Soldiers - Fino all'ultimo uomo, La 25ª ora, The Snow Walker, Flags of Our Fathers, Il gioco dei soldi, Il Grinta, Trigger Point
- Roberto Certomà in Maze Runner - La fuga, Monster Trucks, Maze Runner - La rivelazione
- Stefano Benassi in Una vita al limite, The Lone Ranger, La regola del gioco
- Massimo De Ambrosis in Il miglio verde, Le tre sepolture
- Simone Mori in Identità sospette, Sette anime
- Nanni Baldini in Titanic
- David Chevalier in Salvate il soldato Ryan
- Vittorio Guerrieri in Nemico pubblico
- Massimiliano Manfredi in Battaglia per la Terra
- Tony Sansone in Compagnie pericolose
- Andrea Ward in Il ritorno di Mr. Ripley
- Francesco Pezzulli in The Kennedys
- Loris Loddi in Broken City
- Franco Mannella in Snitch - L'infiltrato
- Massimiliano Plinio in Raccolto amaro
- Andrea Lavagnino in  Crawl - Intrappolati
- Francesco Bulckaen in Running with the Devil - La legge del cartello
- Sergio Lucchetti in Awake
- Alberto Bognanni in Lawmen - La storia di Bass Reeves

## Premi e riconoscimenti
- Online Film Critics Society Awards 1999: "Best Ensemble Cast Performance" - Salvate il soldato Ryan (insieme agli altri attori del cast)
- Razzie Awards 2001: "Peggior attore non protagonista" - Battaglia per la Terra
- Leo Awards 2004: "Best Lead Performance by a Male in a Feature Length Drama" - The Snow Walker
- Western Heritage Awards 2006: "Outstanding Theatrical Motion Picture" - Le tre sepolture (insieme al produttore e agli altri attori del cast)
- Primetime Emmy Awards
  - 2011 - Migliore attore protagonista in una miniserie o film - The Kennedys